# Комірцева акула імбирна
Комірцева акула імбирна (Parascyllium sparsimaculatum) — акула з роду Комірцева акула родини Комірцеві акули.

## Опис
Загальна довжина досягає 78 см. Голова відносно велика, складає 16% загальної довжини тіла. Очі великі, овальні. На верхній щелепі 43-49 зубів. Тулуб подовжений. Кількість хребців осьового скелету — 45-46. Грудні плавці великі. Має 2 спинних плавця та анальний. Перший спинний плавець більше за задній.
Кольори цієї акули схожі на забарвлення іржавої акули. Забарвлення світло-жовто-коричневе з дрібними темними розпливчастими плямами. Має іржава-коричневі плями. На відміну від іржавої — має менш контрастні кольори. Також більше зубів та більші очі.

## Спосіб життя
Тримається на глибині 205–245 м. Зустрічається серед каміння, скель. Активна вночі, вдень ховається серед природних укриттів. Живиться донними ракоподібними та дрібною рибою.
Це яйцекладна акула. Стосовно процесу парування та розмноження немає відомостей.

## Розповсюдження
Має невеликий ареал біля західної Австралії.